# Moles de Raudorar
Les Moles de Raudorar és una serra situada als municipis de Roquetes a la comarca del Baix Ebre i de Mas de Barberans a la del Montsià, amb una elevació màxima de 787 metres.
Aquesta serra és part del massís dels Ports de Tortosa-Beseit.